# گروه ساب
ساب آبه (به سوئدی: Saab AB) یک شرکت سوئدی است که از سال ۱۹۳۷ در زمینه صنایع جنگ‌افزاری و هواپیماسازی فعالیت می‌کند و دفتر مرکزی آن در استکهلم واقع است. جنگنده‌های اصلی پس از جنگ جهانی دوم ارتش سوئد یعنی ساب ۳۵ دراکن، ساب ۳۷ ویگن و ساب ۳۹ گریپن در این شرکت طراحی و تولید شده‌اند.

## نگارخانه

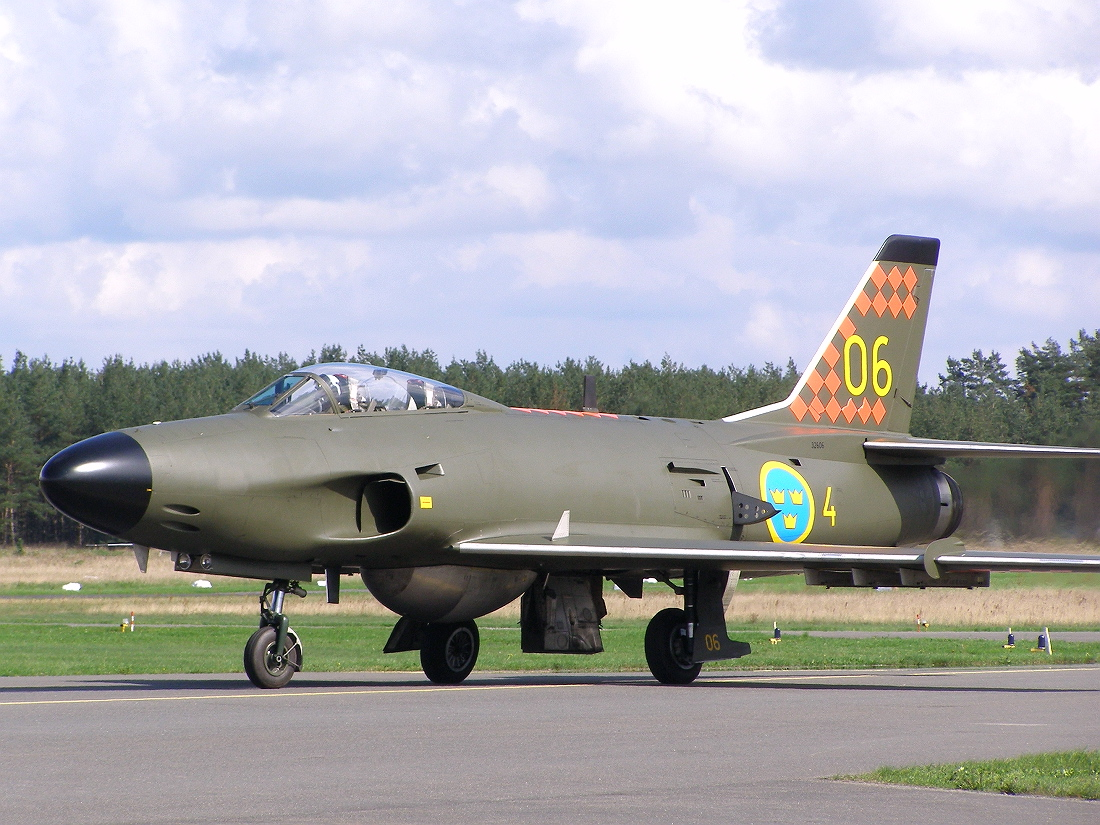
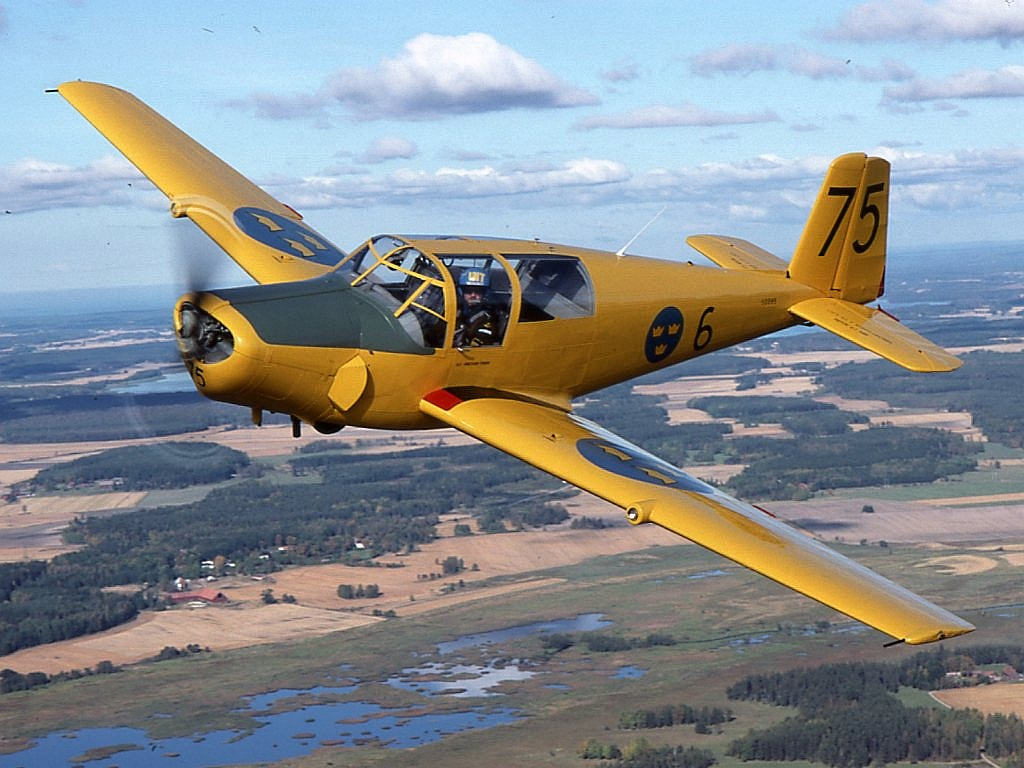
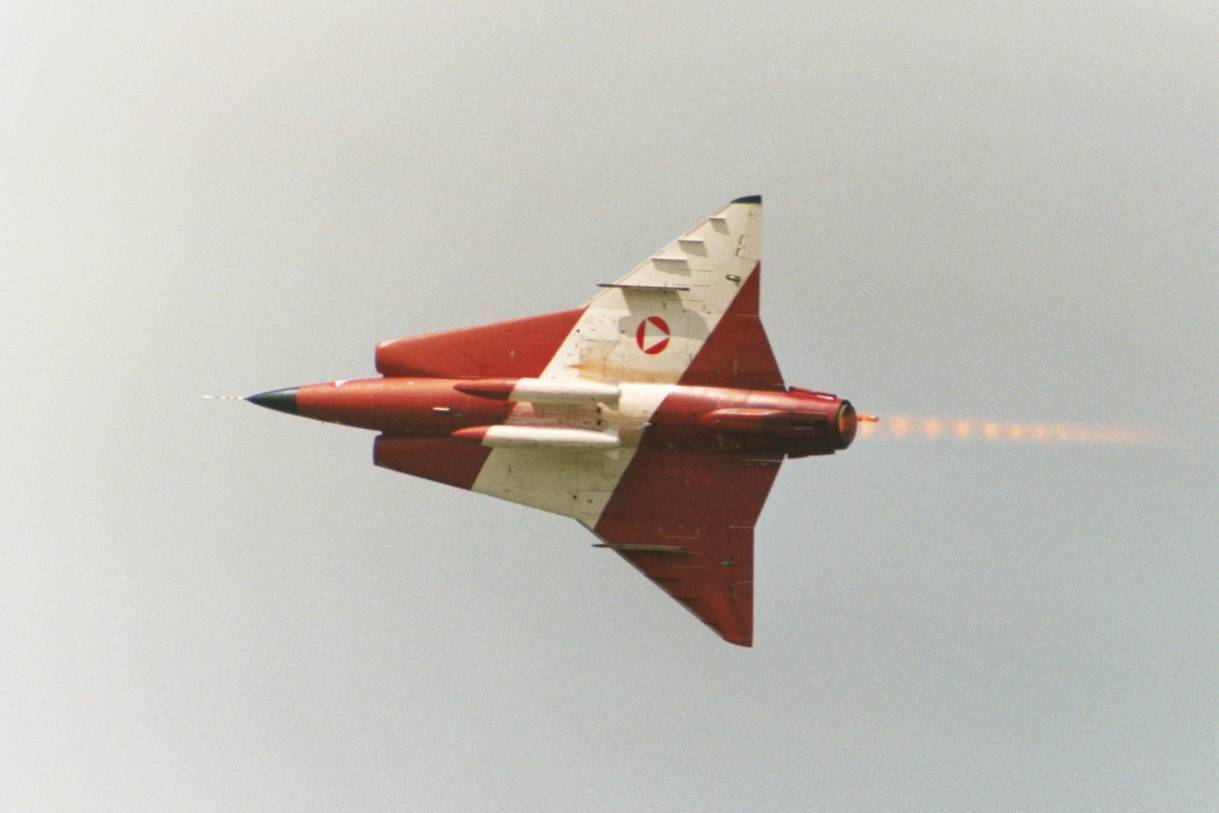
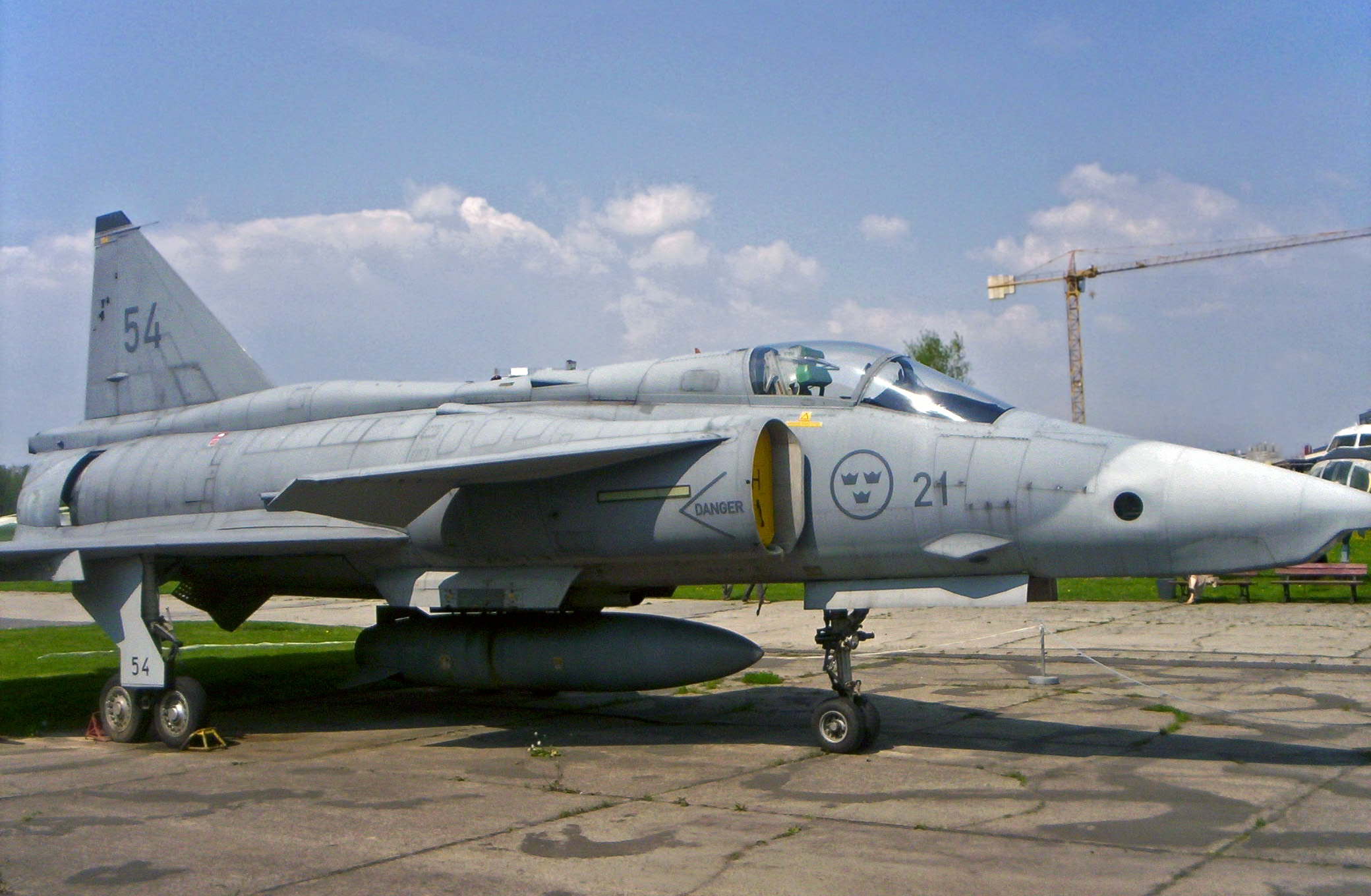
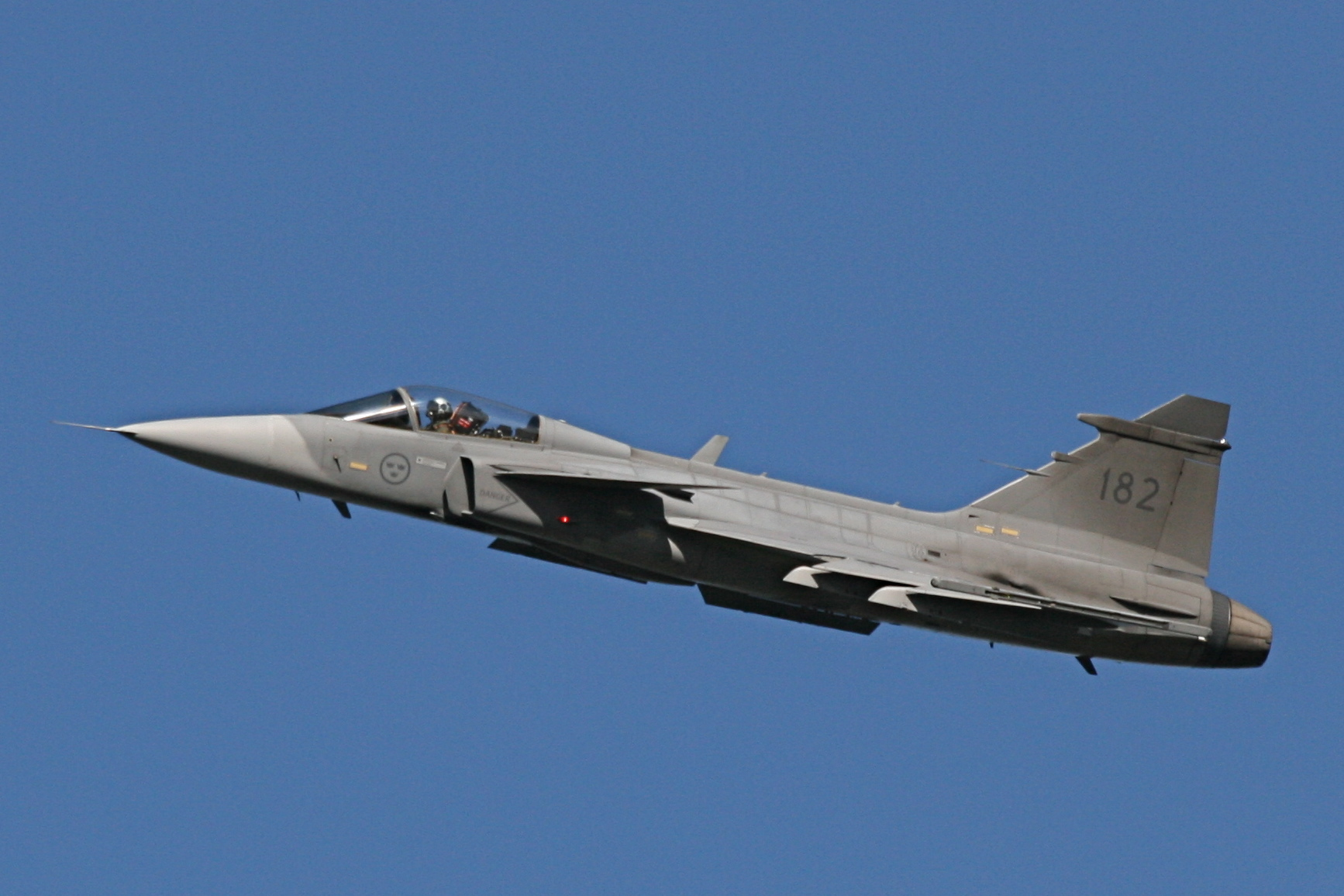
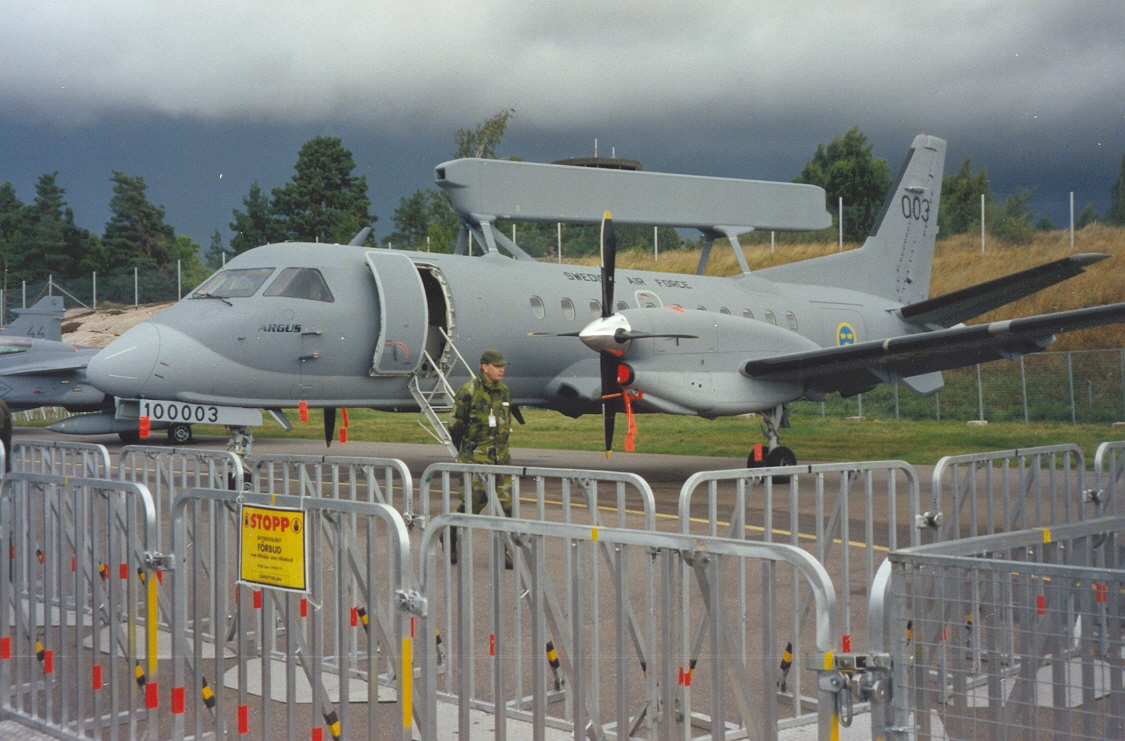
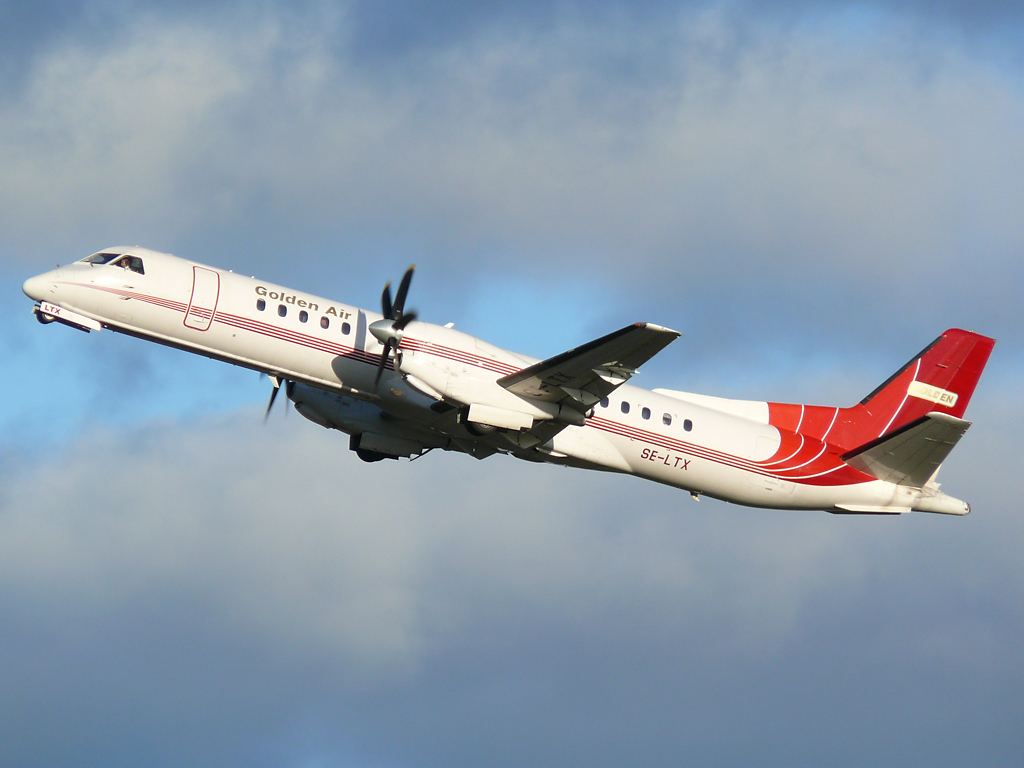